# Kitriaí
Kitriaí (Kitries) är en ort i Grekland.   Den ligger i prefekturen Messenien och regionen Peloponnesos, i den södra delen av landet, 180 km sydväst om huvudstaden Aten. Kitriaí ligger 30 meter över havet och antalet invånare är 101.
Terrängen runt Kitriaí är kuperad åt sydost, men åt nordost är den bergig. Havet är nära Kitriaí västerut.  Närmaste större samhälle är Kalamata, 12,5 km norr om Kitriaí. 